# Polygonia melanosticta
Polygonia melanosticta är en fjärilsart som beskrevs av Stephens 1856. Polygonia melanosticta ingår i släktet Polygonia och familjen praktfjärilar. Inga underarter finns listade i Catalogue of Life.